# 奈知安太郎
奈知 安太郎（なち やすたろう、1909年 - 1986年）日本の洋画家。

## 略歴
1909年 盛岡市で出生
1929年 高千穂高等商業学校(現・高千穂大学）卒業 
1931年 独立美術協会第1回展で入選、川口軌外に師事
1932年 松本俊介と交友
1937年 パリへ途仏
1941年 独立展協会賞受賞
1942年 北京に渡る。
1947年 自由美術家協会会員となる。
1950年 岩手県立美術工芸学校教諭となる。
1951年 岩手県立盛岡短期大学美術工芸科助教授に就任する。
1958年 盛岡短期大学美術工芸科の廃止に伴い退職し、1963年までブラジルに渡る。
1986年 死没
1990年 萬鐵五郎記念館で遺作展を開催した。

## 経歴・人物[3]
廃業中の商家に生まれる。生家からはその復興の期待をかけられていたが、高千穂商業高等学校在学中、叔父の深沢省三夫妻の家に遊びに行ったり、 萬鐵五郎の姪から油絵の具道具一式を譲られたりしたことなどから、 次第に絵画の魅力にとりつかれいく。卒業後、郷里で一時県庁の統計課に勤めるが、もともと役人向きの性格ではなく、 1931年独立美術協会第1回展の入選を機に再上京。 松本竣介ら「池袋モンパルナス」 の画家たちとの交流によりパリへ途仏。
「この洋行によって自分の絵の行くべき道をはっきり知った」という充実したパリでの日々であった。ところが、絵画以外のことには全くルーズであったため、 現地での手続きを怠り不法滞在で送還されてしまう。
渡仏前は風景、静物の作品が多かったが、帰国後は暖色系の色彩を用い、晩年のルノアールを思わせる豊満な裸婦像が、 奈知の作品を特徴づけるようになる。画家として順調な活躍が続く中、日本は戦争に突入。 自由な制作の場を求めて大陸に渡り、戦後帰国したときには全財産を失っていた。1950年頃帰郷し美術教育に携わるが、 1958年盛岡短期大学美術工芸科の廃止に伴い、「一度いってみたいと思っていた」というブラジルへ。1年程度の滞在予定が5年になるほど意欲をかき立てられる対象との出会いだった。 この後も度々ヨーロッパ各国を訪れ、どこに行っても「遊びに来たわけではない｣ といってデッサンや街のスケッチに励む。生涯何者にも束縛されなかった彼の奔放さは、画面にも表われてる。